# Iberia
Iberia («Ибе́рия», официальное название Iberia, Líneas Aéreas de España, S.A. Operadora, Sociedad Unipersonal) — национальный и крупнейший авиаперевозчик Испании, базирующийся в аэропорту Мадрид-Барахас со штаб-квартирой в Мадриде. Является членом авиационного альянса Oneworld с 1999 года.
Авиакомпания совместно с Iberia Regional, управляемой независимым перевозчиком Air Nostrum, входит в объединение Iberia Group, которая помимо пассажирских и грузовых перевозок занимается техническим обслуживанием воздушных судов, сервисным обслуживанием в аэропортах, сопровождением IT-систем и организацией борт-питания. Iberia Group выполняет рейсы в более чем 115 пунктов назначения в 39 странах мира самостоятельно и в 90 пунктов назначения по заключенным код-шеринговым соглашениям рейсами других авиакомпаний.
8 апреля 2010 года Iberia Group объявила о слиянии с British Airways. Акционеры обоих перевозчиков одобрили сделку 29 ноября 2010 года. Новая объединённая компания, известная как International Airlines Group начала свою деятельность в январе 2011 года, однако обе авиакомпании будут продолжать действовать под своими существующими брендами.
В 2016 году Iberia признана самой пунктуальной авиакомпанией в мире.

## История

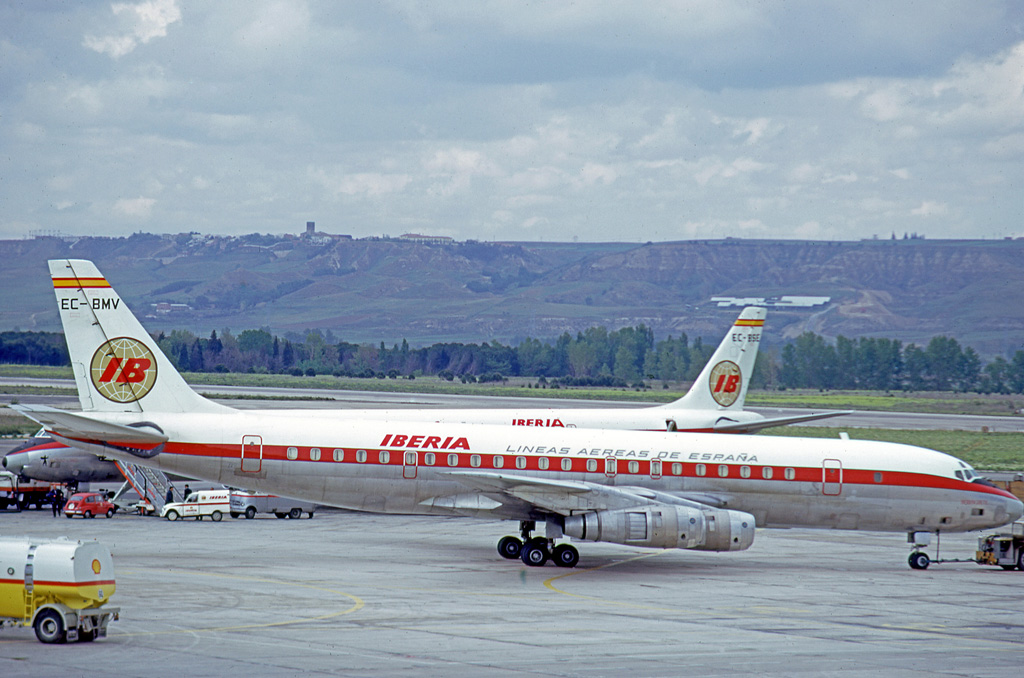
Douglas DC-8 авиакомпании Iberia в Мадриде, 1973 год

Авиакомпания Иберия (Companía Aérea de Transportes) была основана 28 июня 1927 финансистом Horacio Echevarrieta и немецкой авиакомпанией Люфтганза, стартовая капитализация составила 1,1 миллионов песет. Первый полёт состоялся 28 декабря 1927. В течение следующего года правительство Испании поручило авиакомпании обеспечение почтовых перевозок между Мадридом и Барселоной.
30 сентября 1944 года Иберия была национализирована и вошла в состав Национального института промышленности Испании (INI). В 1946 году впервые после Второй мировой войны был выполнен пассажирский рейс между Европой и Южной Америкой (маршрут Мадрид — Буэнос-Айрес). Начало массовых трансатлантических рейсов было положено в 1953 году после отмены Мадридским соглашением виз в Испанию для граждан США. В год празднования своего 50-летнего юбилея в 1977 году авиакомпания впервые перевезла 10 млн пассажиров.
В конце 80х-начале 90х годов Иберия активно наращивала своё участие в собственности других испанских авиаперевозчиков — Aviaco, Viva Air, Binter Canarias, Binter Mediterraneo, а также в деятельности латиноамериканских авиакомпаний Aerolineas Argentinas, Viasa и Ladeco. В 2001 Иберия прошла процедуру приватизации, а к своему 75-летию в 2002 году общее количество перевезённых пассажиров достигло почти 500 миллионов человек.
5 февраля 2006 в аэропорту Барахас авиакомпании Иберия и членам альянса Oneworld был передан новый терминал 4, что значительно повысило уровень сервиса обслуживания пассажиров в особенности на стыковочных рейсах альянса. На долю Иберии приходится около 60 % всего трафика аэропорта Барахас, в 2005 году авиакомпания совместно со своим региональным отделением Air Nostrum перевезла из этого аэропорта более 21 млн пассажиров.
В ноябре 2021 года Iberia при поддержке нефтегазовой компании Repsol провела первый полёт на биотопливе, изготовленном в Испании из отходов. Рейс был выполнен на Airbus A320neo. Лайнер произвёл полёт по маршруту Мадрид — Бильбао.

## Акционеры
Иберия была приватизирована 3 апреля 2001, акции авиакомпании были включены в базу расчётов биржевого индекса IBEX-35 фондовой биржи Мадрида. Основными акционерами перевозчика являются: Caja Madrid — 23,45 %, British Airways — 13,2 %, SEPI — 5,20 %, El Corte Inglés — 2,90 %, причём British Airways приобрела акции за 13 млн фунтов стерлингов у другой авиакомпании American Airlines. Акционерная доля British Airways позволяет иметь этому авиаперевозчику по два зарезервированных кресла на каждом борту Иберии, а также даёт первоочередное право на приобретение ещё 32 % акций Иберии.

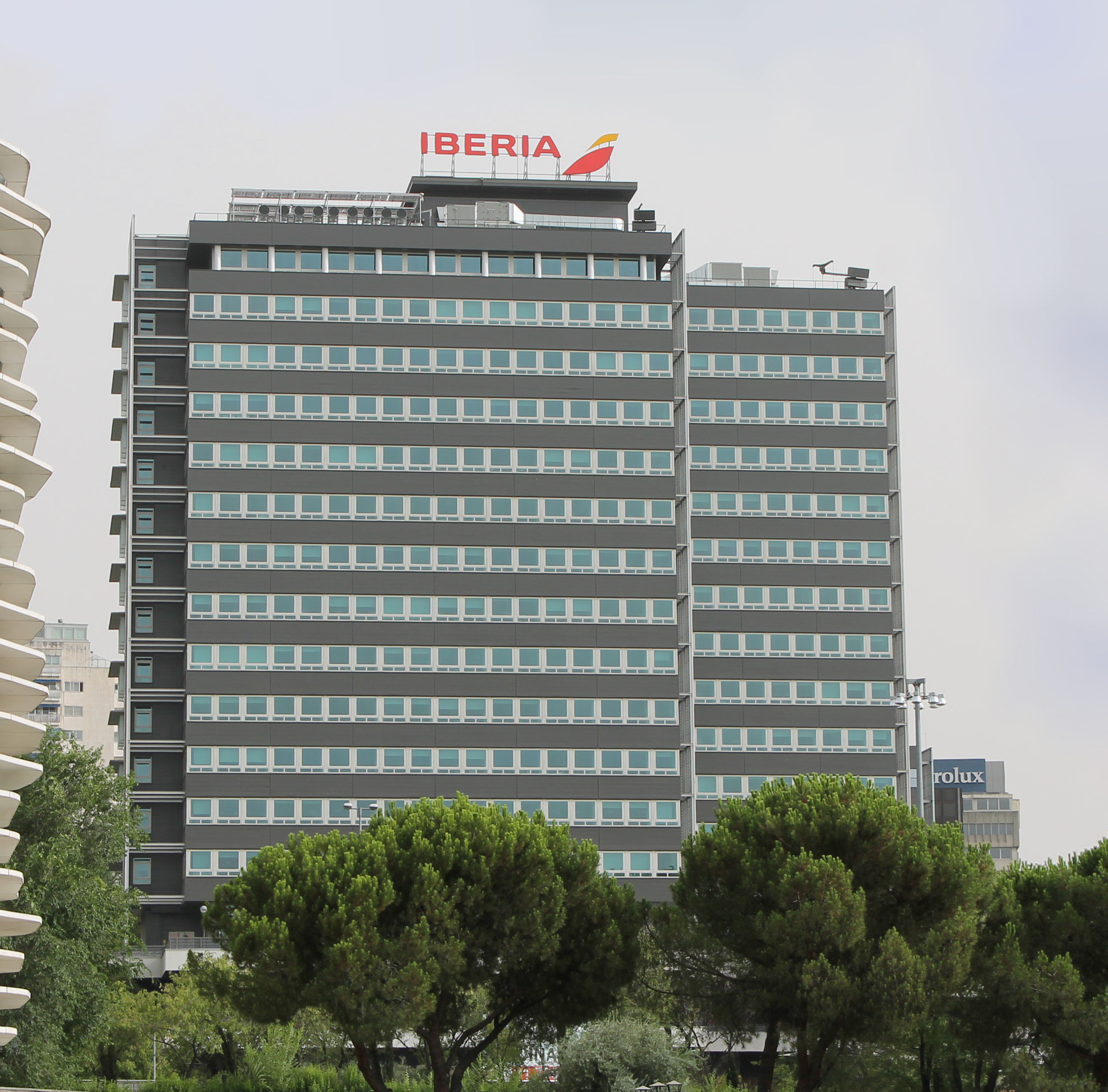
штаб-квартира авиакомпании в Мадриде

Поскольку двусторонние соглашения о воздушном сообщении между Испанией и странами-не членами Европейского союза требуют, чтобы по крайней мере 51 % акций Иберии находились в собственности государства, авиакомпания Бритиш Эйруэйз не сможет приобрести больше 49 % акций. Данное ограничение не распространяется на авиаперевозки между ЕС и США, попадающие под действие соглашения об «Открытом небе», однако действует на латиноамериканских направлениях, на которых Иберия получает свой основной доход.
29 июля 2008 авиакомпании Иберия и Бритиш Эйруэйз объявили о начале переговоров по слиянию компаний. Новый перевозчик будет называться International Consolidated Airlines Group SA. После слияния British Airways получит около 55 процентов акций новой корпорации, а акционерам Iberiа достанутся остальные 45 процентов. Самолёты вновь образованной авиакомпании продолжат летать под британским и испанским брендами.

## Партнёры
Иберия владеет 20 % акций лоу-костера (бюджетного перевозчика) Clickair, базирующегося в Барселоне, и долей 0,95 % марокканской Royal Air Maroc.
Иберия является партнёром авиакомпаний American Airlines, Qantas, Avianca, British Airways, уругвайской PLUNA и Grupo TACA, а также с 1 сентября 1999 полноправным членом альянса OneWorld.

## Новые направления
20 мая 2008 авиакомпания Иберия подтвердила открытие рейса Мадрид-Асунсьон, а также сообщила о намерениях возобновить полёты в Японию, Канаду и расширить маршрутную сеть за счёт выполнения рейсов в такие крупные города, как Шанхай, Гонконг, Мумбаи, Дели, Дубай, Монреаль, Торонто, Лос-Анджелес и Даллас.

## Флот

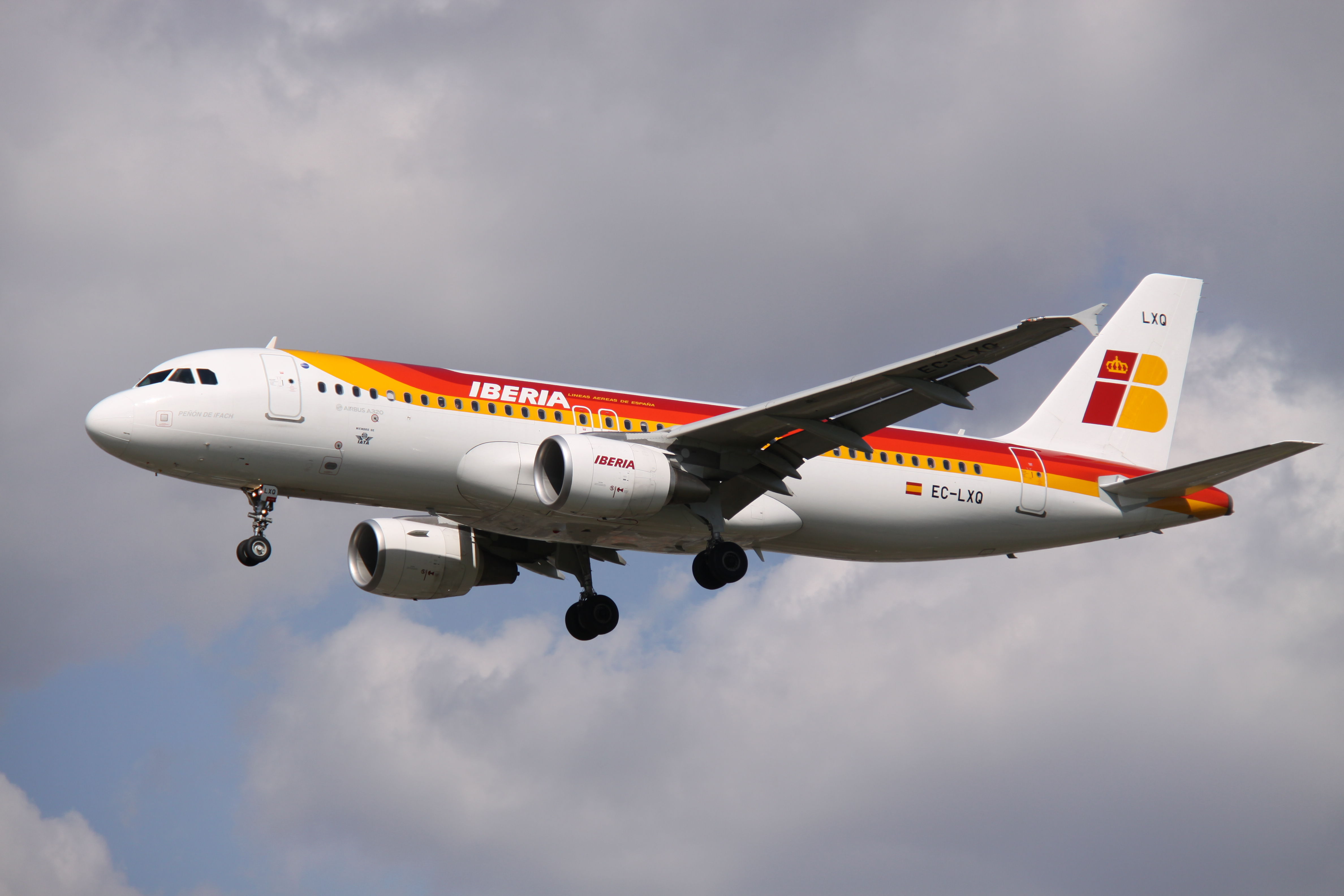
Airbus A320-200 в старой ливрее

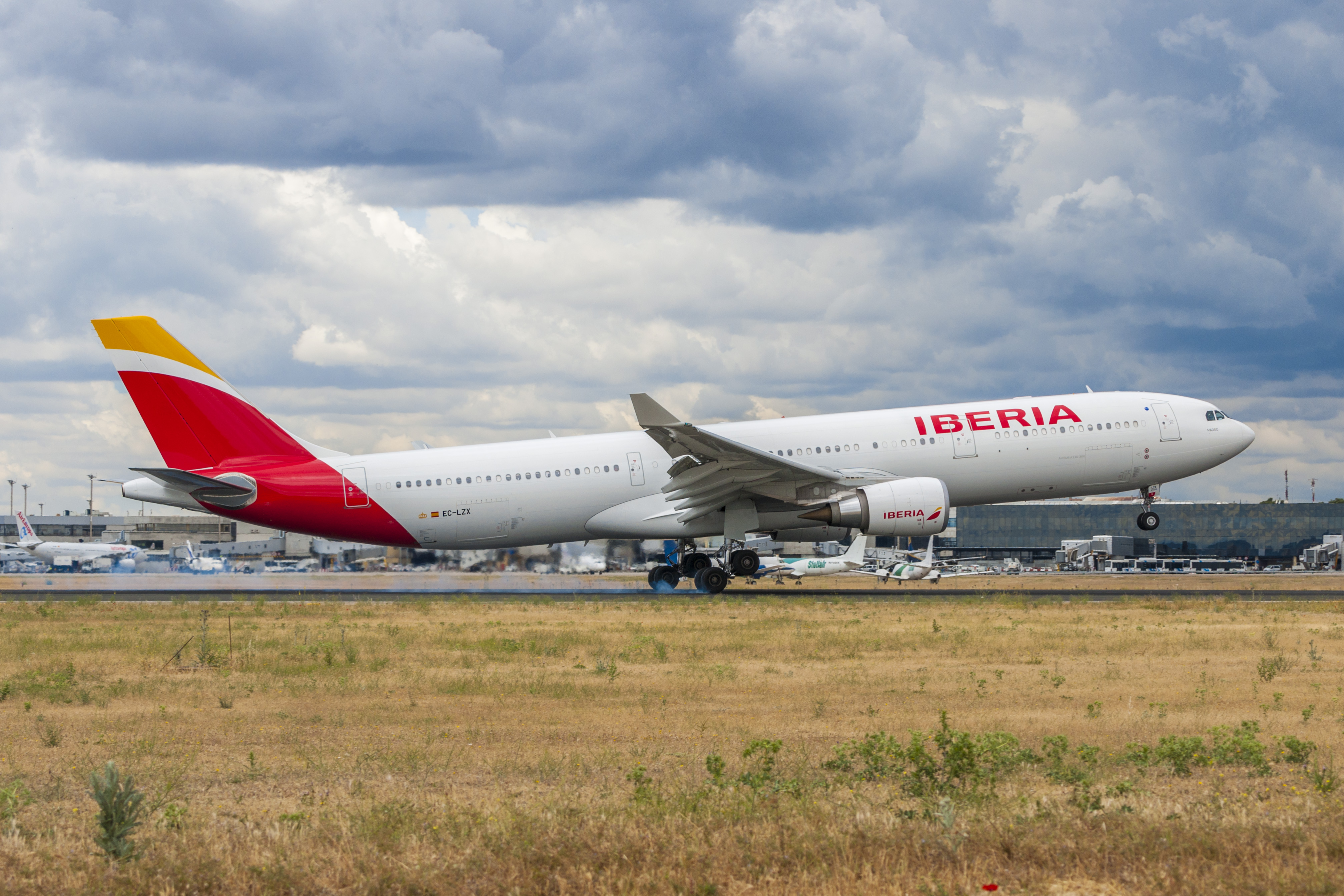
Airbus A330-300 в новой ливрее

### Текущий флот
По состоянию на июль 2021 года средний возраст воздушных судов авиакомпании Iberia составлял 9,6 лет. Флот состоит из следующих типов самолётов:

## Происшествия и несчастные случаи
| Дата       | Воздушное судно | Бортовой номер | Место                     | Жертвы | Описание |
| ---------- | --------------- | -------------- | ------------------------- | ------ | --- |
| 28.10.1957 | Douglas DC-3    | -              | Мадрид, Испания           | 21     | - |
| 29.04.1959 | Convair CV-440  | -              | Кармона, Испания          | 18     | - |
| 10.12.1962 | Convair CV-440  | -              | Танжер, Марокко           | 50     | - |
| 31.03.1965 | Lockheed L-1049 | EC-AIN         | Тенерифе, Испания         | 30     | При заходе на посадку в реку из-за ошибок экипажа |
| 04.11.1967 | Caravelle SE210 | EC-BDD         | Хейзлмир, Великобритания  | 37     | Продолжал снижение по неустановленной причине, пока не врезался в деревья и рухнул на пастбище. Следователи предполагали, что пилоты могли неверно истолковать высотомеры. В катастрофе погибла британская актриса и драматург Джун Торбёрн. |
| 07.01.1972 | Caravelle SE210 | EC-ATV         | Ивиса, Испания            | 104    | Врезался в гору из-за ошибок пилотов, которые не следили за приборами, а обсуждали с авиадиспетчером футбольный матч. |
| 05.03.1973 | Douglas DC-9    | EC-BII         | Нант, Франция             | 68     | Из-за ошибок авиадиспетчера столкнулся с Convair 990. DC-9 разбился, а Convair совершил аварийную посадку, но на его борту никто не погиб.                                                                                                   |
| 07.12.1983 | Boeing 727      | EC-CFJ         | Мадрид, Испания           | 51     | На полосу, с которой взлетал B-727, выехал DC-9. |
| 19.02.1985 | Boeing 727      | EC-DDU         | Бильбао, Испания          | 148    | Врезался в гору из-за ошибок экипажа. |
| 27.02.2007 | Airbus A319     | -              | Гибралтар, Великобритания | 0      | Попадание птицы в двигатель после взлета |
| 09.07.2009 | Airbus A320     | -              | Мадрид, Испания           | 0      | Аварийная посадка |